# Euchaetes parazona
Euchaetes parazona är en fjärilsart som beskrevs av Dyar 1912. Euchaetes parazona ingår i släktet Euchaetes och familjen björnspinnare. Inga underarter finns listade i Catalogue of Life.